# Krisztián Berki
Krisztián Berki (Budapest, 18 marzo 1985) è un ginnasta ungherese.
È uno specialista del cavallo con maniglie, attrezzo nel quale vanta 3 titoli mondiali (2010, 2011 e 2014) e in cui si è laureato campione europeo per 6 volte (2005, 2007, 2008, 2009, 2011 e 2012).